# Monts Saïliouguem
Les monts Saïliouguem (en russe : Сайлюгем, en mongol : Сийлхэмийн Siïlkhemiïn) forment un chaînon montagneux au sud-est de l'Altaï à la frontière de la république de l'Altaï, appartenant à la Russie, et de la province de Bayan-Ölgiy, appartenant à la Mongolie. Ils s'étendent sur 130 kilomètres de longueur et culminent au mont Sary-Nokhoït à 3 502 mètres et au mont Sarjematy à 3 499 mètres d'altitude. Ils se trouvent sur la ligne de partage des eaux des affluents des rivières Argout et Tchouïa vers la Russie d'une part et de ceux de la rivière Khovd vers la Mongolie d'autre part. Ils sont délimités au nord par la steppe de la Tchouïa qui les sépare des monts Kouraï.

## Géographie

### Topographie
Les monts Saïliouguem comptent plusieurs cols, comme l'Oulan-Daba, le Khak, le col de l'Ioustyd, le col de Karakhaïa, Bogousouk, Khynik-Daba, Sour-Daba, le col de Baïza, l'Aran-Baji, Dourbet-Daba, etc.
L'étage nival est à 2 000 mètres sur les versants septentrionaux et à 2 400 mètres sur les versants méridionaux. Dans la partie nord-est des monts, près de la source du Tchoulychman, les neiges éternelles recouvrent le mont Mionkou-Taïga.

### Géologie
Les monts Saïliouguem sont formés de grès, de schiste, de roches magmatiques et de tuffeau.

### Climat
Le climat est relativement sec et extrêmement continental. La durée de jours sans gel n'est que de 35 à 60 jours. La température moyenne en janvier est de −32 °C avec une minimale enregistrée à −62 °C, tandis qu'il fait plus de 30 °C pendant les journées d'été.

### Flore
Les zones de haute montagne sont recouvertes de lichens et de toundra rocheuse. Le versant méridional est recouvert en dessous de 2 600 mètres d'une maigre végétation steppique sur du castanozem de montagne.

## Réserve naturelle
Les autorités gouvernementales de la république de l'Altaï ont pris la décision d'organiser une réserve naturelle d'État de statut fédéral qui comprend plusieurs zones des monts Saïliouguem dépendant au niveau territorial du raïon de Koch-Agatch. On y trouve des argalis dont la population s'élève à environ trois cents individus et des ibex qui sont environ trois mille. Le rare léopard des neiges apparaît parfois.

## Source
- (ru) Cet article est partiellement ou en totalité issu de l’article de Wikipédia en russe intitulé « Сайлюгем » (voir la liste des auteurs).